# Karl Buresch
Karl Buresch (12. října 1878 Gross-Enzersdorf – 16. září 1936 Vídeň) byl rakouský právník, křesťansko-sociální politik a kancléř Rakouska.

## Životopis

### Mládí
Základní školu dokončil v Gross-Enzersdorfu a střední školu v Döblingu. V roce 1901 vystudoval práva na univerzitě ve Vídni a ve svém rodném městě si založil advokátní kancelář.

### Politická kariéra
V roce 1912 se stal členem Gross-Enzersdorfské rady a v roce 1916 se stal starostou města (byl jím do roku 1919). V témže roce se stal členem ústavního národního shromáždění (der Mitglied Konstituierenden Nationalversammlung). Byl členem rakouské Národní rady (1920–1934), zemským hejtmanem Dolního Rakouska (1922–1931 a 1932–1933), a předsedou křesťansko-sociální strany.
V roce 1931 se stal rakouským kancléřem. Po rozpadu největší rakouské banky Creditanstalt v červnu téhož roku a dalších problémech, které způsobily nestabilitu měny, se Rakousko ocitlo v politické vřavě. Bureschovi se však podařilo sestavit kabinet po neúspěšných pokusech jeho předchůdců Otta Endera a Ignaze Seipela.
Svůj mandát opustil roku 1932. Až do své smrti v roce 1936 byl ministrem financí (1935), ministrem bez portfeje (1935–1936) a guvernérem Österreichische Postsparkasse.